# حتیان

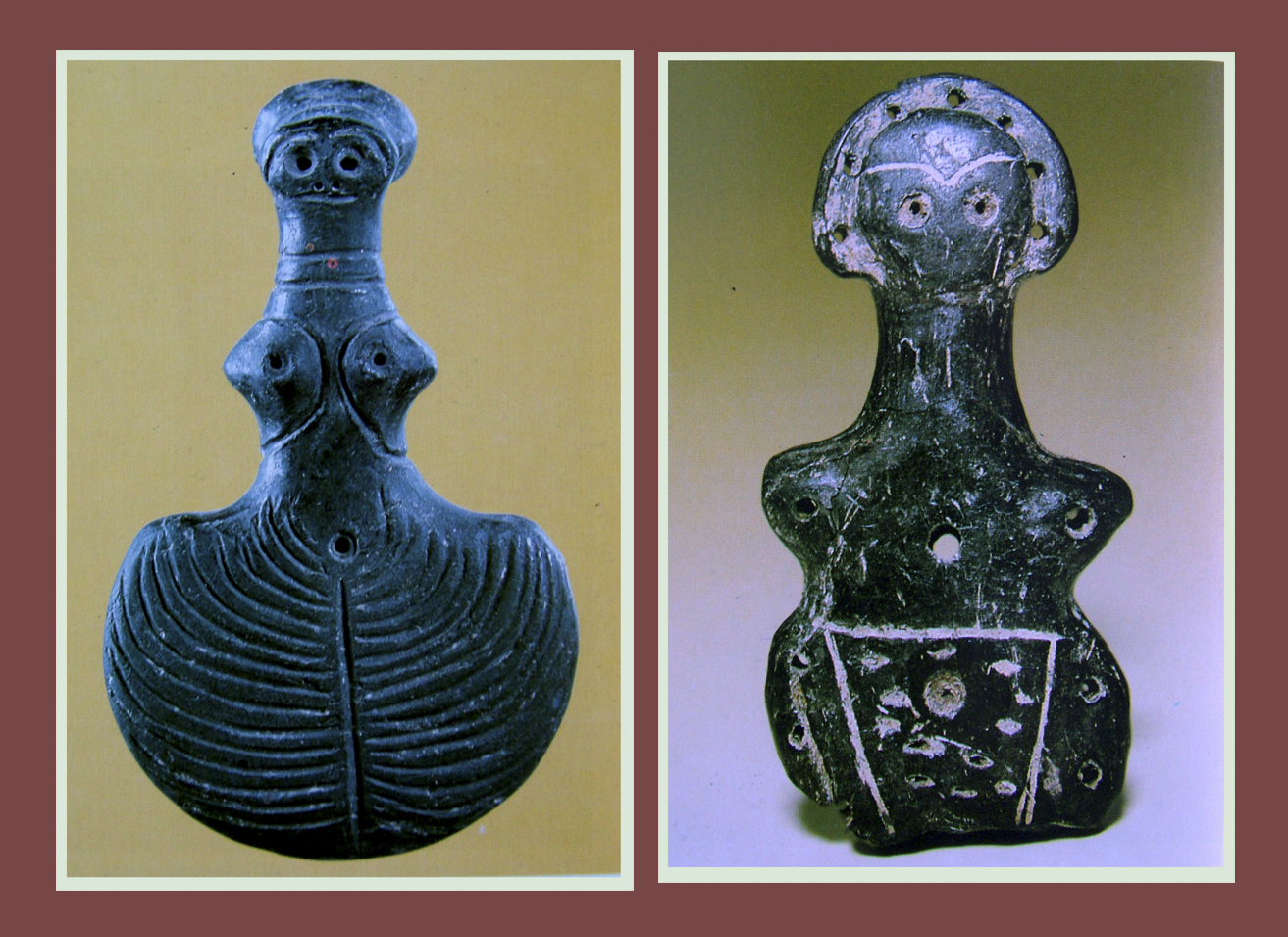
بت های الهه سرامیکی (موزه تمدن های آناتولی، آنکارا)

حتیان (به انگلیسی: Hattians) مردمانی باستانی که در حدود ۲۴۰۰ سال پیش از میلاد ساکن قسمت‌هایی از سرزمین آناتولی در ترکیه امروزی بودند. گمان می‌رود که حتیان اولین تمدن شهرنشینی را در آناتولی پدید آوردند.
حتیان به زبان حتی صحبت می‌کردند.